# Ровењска област
Ровењска област (укр. Рівненська область), позната и као Ровењшчина (укр. Рівненщина), је област на северу Украјине. Административни центар области је град Ровно. Површина области је 20.047 km², а популација 1,2 милиона становника. Ровењска област је формирана 4. децембра 1939. године, као део Украјинске Совјетске Социјалистичке Републике. У овој области се налази и нуклеарна електрана.

## Географија

### Географски положај
Ровењска област се налази у северозападном делу Украјине и заузима површину од 20,1 хиљада квадратних километара. Територија области се налази између 50°01' и 51°58' северне географске ширине и између 25°01' и 27°38' источне географске дужине. Дужина области од севера ка југу је 215 км, а од запада ка истоку 186 км. Граничи се на северу са Брестском и Гомељском облашћу Белорусије, на истоку са Житомирском, на југоистоку са Хмељничком, на југу са Тернопољском, на југозападу са Лавовском, на западу са Волинском облашћу.

### Рељеф
Према висини површине, област је подељена на северни део, који се налази унутар Полеске низије, укључујући Клесовску равницу (преовлађујуће висине су 140–180 м, минимална висина је 134 м у долини реке Горињ), и јужни део, који се налази на Волинској висини (преовлађујуће висине 200–300 м). Њени највиши делови, који се уздижу изнад 300 м, су Повчанска висораван (до 361 м), Мизочки гребен (до 342 м), као и Ровењска и Гошчанска висоравни. На крајњем југу, падине Подолске узвисине улазе у област, посебно Вороњаки, где се у близини села Дружба налази највиша тачка Ровењске области — 372 м.

### Воде

#### Реке
У области постоји 171 река дужине преко 10 км. Сви они припадају басену Дњепра. Главни пловни пут је река Горињ (дужина у оквиру области 386 км) са својом највећом притоком Случом. Друге значајне реке у Ровењске области су Стир, Љва (Моства) и Ствига, а на крајњем северозападу Припјат.

#### Језера
У области постоји више од 500 језера различитог порекла (крашка, поплавна и друга). Укупна површина језера је преко 260 км. Међу њима су Нобељ, Бело, Остривско, Велико Почајевско. Изграђено је 31 загат (највеће су Хриничка, Млинивска, Боберска) и више од 300 језерца.

### Природна богатства
Више од 850 хиљада хектара је површина шумског фонда области, а укупне залихе дрвета су 103 милиона кубних метара. У Ровењској области постоји више од 100 налазишта 14 врста минерала. Ровењска регија је европски монополиста базалта. Ровењска област има велике резерве ћилибара.

## Демографија
Ровењска област је једна од регија са највишим позитивним природним прираштајем у целој Украјини. Разлог за то може бити већински рурално становништво које чини ову област. Ипак, овај тренд није присутан у целој Ровењској области. Негде је природни прираштај у великом плусу, док је у неким деловима области природни прираштај негативан.
| Националност | 1989.  | 2001.  | Матерњи језик    | 1989. | 2001. |
| Украјинци    | 93,25% | 95,90% | Украјински језик | 94,0% | 97,0% |
| Руси         | 4,61%  | 2,57%  | Руски језик      | ? %   | 2,7%  |
| Белоруси     | 1,38%  | 1,01%  | остали језици    | ?     | 0,3%  |
| Пољаци       | 0,26%  | 0,17%  |                  |       |       |
| Јевреји      | 0,14%  | 0,04%  |                  |       |       |